# Axel Boesen
Axel Boesen (10 de febrero de 1879-14 de junio de 1957) fue un actor y cantante de nacionalidad danesa, activo principalmente en la época del cine mudo.

## Biografía
Nacido en Frederiksberg, Dinamarca, debutó como actor teatral a los 18 años en el Dagmarteatret. Trabajo en ese teatro y otros diferentes a lo largo de las siguientes seis décadas, interpretando también operetas. Además grabó varios discos. Axel Boesen debutó en el cine mudo en 1910 con Levemanden paa Varieté, cinta producida por Nordisk Film, trabajando para esa productora en unas 100 películas hasta el año 1926, interpretando exclusivamente papeles de reparto. Actuó también en dos películas sonoras, Den stjålne minister y For frihed og ret, ambas de 1949.
Axel Boesen se casó dos veces. Su primera esposa fue la actriz Clara Nebelong (1881-1943), con la que tuvo dos hijas, Agnes Vilner (nacida en 1904) y Inger Boesen (1905). Más tarde se casó con la actriz Solborg Fjeldsøe Rasmussen (1885-1965). Era hermano del actor y director teatral Fritz Boesen (1877-1931).
Falleció en 1957 en Copenhague, Dinamarca, siendo enterrado en el Cementerio Bispebjerg de esa ciudad.

## Filmografía
- 1909 : Anarkister ombord, de Viggo Larsen
- 1909 : Arvingen til Kragsholm, de Viggo Larsen
- 1909 : Gammel Kærlighed ruster ikke
- 1909 : Dr. Nikola III, de Viggo Larsen
- 1909 : Boksekamp
- 1909 : En Bryllupsrejse
- 1910 : Den stjaalne Politibetjent
- 1910 : Kean, de Holger Rasmussen
- 1910 : Spionen fra Tokio, de August Blom
- 1910 : Fabian paa Kærlighedsstien
- 1910 : Gennem Kamp til Sejr
- 1910 : Kuffertens Hemmelighed
- 1910 : Tyven
- 1910 : Rivaler
- 1910 : Den gule Djævel, de Viggo Larsen
- 1910 : Sherlock Holmes i Bondefangerklør
- 1911 : Zigeunersken, de Einar Zangenberg
- 1911 : Det bødes der for, de August Blom
- 1911 : Dyrekøbt Ære, de William Augustinus
- 1911 : Livets Løgn, de August Blom
- 1911 : Mormonens offer, de August Blom
- 1911 : Ungdommens Ret, de August Blom
- 1911 : Den forsvundne Mona Lisa, de Eduard Schnedler-Sørensen
- 1911 : Venus, de Gunnar Helsengreen
- 1911 : Sønnen fra Rullekælderen
- 1911 : Den sorte Haand
- 1911 : Folkets Vilje, de Eduard Schnedler-Sørensen
- 1911 : Det mørke Punkt, de August Blom
- 1911 : Den Sorte Hætte, de William Augustinus
- 1911 : Den hvide slavehandels sidste offer, de August Blom
- 1911 : Den farlige alder, de August Blom
- 1911 : Spaakonens Datter, de August Blom
- 1911 : Dyrekøbt Glimmer, de Urban Gad
- 1911 : Skæbnens Hjul, de William Augustinus
- 1911 : Smæklaasen, de William Augustinus
- 1912 : Det gamle Købmandshus, de August Blom
- 1912 : Livets Baal, de Eduard Schnedler-Sørensen
- 1912 : Springdykkeren, de Robert Dinesen
- 1912 : Gud raader
- 1912 : Pro forma
- 1912 : Den Stærkeste, de Eduard Schnedler-Sørensen
- 1912 : Et Hjerte af Guld, de August Blom
- 1912 : Paa Frierfødder
- 1912 : Den Undvegne, de August Blom
- 1912 : Damernes Blad, de August Blom
- 1912 : Den kære Afdøde, de Eduard Schnedler-Sørensen
- 1912 : Vor Tids Dame, de Eduard Schnedler-Sørensen
- 1912 : Dødsangstens Maskespil, de Eduard Schnedler-Sørensen
- 1912 : Vampyrdanserinden, de August Blom
- 1912 : Tropisk Kærlighed, de August Blom
- 1912 : Kærlighed og Venskab, de Eduard Schnedler-Sørensen
- 1913 : Skæbnens Veje, de Holger-Madsen
- 1913 : Hans vanskeligste Rolle, de August Blom
- 1913 : Hvor er Pelle?, de Christian Schrøder
- 1913 : Giftslangen, de Hjalmar Davidsen
- 1913 : Den store Operation, de Robert Dinesen
- 1913 : Gæstespillet, de Eduard Schnedler-Sørensen
- 1913 : Den tredie Magt, de August Blom
- 1913 : Scenen og Livet, de Robert Dinesen
- 1914 : Expressens Mysterium, de Hjalmar Davidsen
- 1914 : Den kulørte Slavehandler, de Lau Lauritzen Sr.
- 1914 : Et Kærlighedsoffer, de  Robert Dinesen
- 1915 : Mit Fædreland, min Kærlighed, de Robert Dinesen
- 1915 : Den hvide Rytterske, de Alfred Cohn
- 1915 : Naar Hævngløden slukkes, de Robert Dinesen
- 1915 : De Nygifte, de Lau Lauritzen Sr.
- 1915 : Kærlighedens Firkløver, de Alfred Cohn
- 1915 : Tempeldanserindens Elskov, de Holger-Madsen
- 1915 : Kvinden, han mødte, de Hjalmar Davidsen
- 1915 : Nattens Gaade, de Hjalmar Davidsen
- 1915 : Evangeliemandens Liv, de Holger-Madsen
- 1916 : Mysteriet paa Duncan Slot, de George Schnéevoigt)
- 1916 : Manden med de ni Fingre IV, de A.W. Sandberg
- 1916 : Spejlets Spaadom, de Hjalmar Davidsen
- 1916 : Manden uden Fremtid, de Holger-Madsen
- 1916 : Børsens Offer, de Alexander Christian
- 1916 : Den største Kærlighed, de August Blom
- 1917 : Klovnen, de A.W. Sandberg
- 1917 : Fjeldpigen, de Eduard Schnedler-Sørensen
- 1917 : Pax Æterna, de Holger-Madsen
- 1917 : Nattens Mysterium, de Holger-Madsen
- 1917 : Et fremmeligt Barn, de Lau Lauritzen Sr.
- 1917 : Hittebarnet, de Holger-Madsen
- 1917 : Ridderen af den bedrøvelige Skikkelse, de Lau Lauritzen Sr.
- 1917 : Nattevandreren, de Holger-Madsen
- 1917 : Gengældelsens Ret, de Fritz Magnussen
- 1918 : Du skal ære -, de Fritz Magnussen
- 1918 : Hatten med skatten, de Lau Lauritzen Sr.
- 1918 : For sit Lands Ære, de August Blom
- 1918 : Præsten fra Havet, de Fritz Magnussen
- 1919 : Lykkens Blændværk, de Emanuel Gregers
- 1919 : Konkurrencen, de Robert Dinesen
- 1919 : Den Æreløse, de Holger-Madsen
- 1919 : Maharadjahens Yndlingshustru II, de August Blom
- 1919 : Mod Lyset, de Holger-Madsen
- 1919 : Hævneren, de Olaf Fønss
- 1920 : En Skuespillers Kærlighed, de Martinius Nielsen
- 1920 : Scenens Børn, de Fritz Magnussen
- 1920 : Blind Passager, de Emanuel Gregers
- 1920 : Har jeg Ret til at tage mit eget Liv?, de Holger-Madsen
- 1921 : Prometheus I-II, de August Blom
- 1925 : Takt, Tone og Tosser, de Lau Lauritzen Sr.
- 1933 : Med fuld Musik, de Lau Lauritzen Sr.
- 1949 : Den stjålne minister, de Emanuel Gregers
- 1949 : For frihed og ret, de Svend Methling